# Amputated Genitals
Amputated Genitals é uma banda de brutal death metal formada no final de 2003 em Bogotá,
pelo guitarrista e baixista Daniel Paz. Em Agosto de 2005 a gravadora Gore and Blood Productions lançou o primeiro álbum de estúdio da banda, intitulado Human Meat Gluttony.

## Membros

### Formação atual
- Daniel Paz – baixo, guitarra (2003–atualmente)
- Sebastian Guarin – vocal (2004–atualmente)
- Leviathan – guitarra (2005–atualmente)
- Beto "Drunks" Martinez – bateria (2005–atualmente)

### Ex-membros
- James – guitarra (2004)
- William – bateria (2004)

## Discografia

### Álbuns de estúdio
- Human Meat Gluttony (2005)
- Family Bloodbath (2009)